# Roger Moore
Sir Roger George Moore (født 14. oktober 1927 London, død 23. maj 2017 Schweiz) var en engelsk skuespiller, mest kendt for sine roller som britisk actionhelte: først som Simon Templar i tv-serien Helgenen 1962 – 1969, så i De uheldige helte fra 1971, hvor han spillede sammen med Tony Curtis, og siden i rollen som James Bond i årene 1973 – 1985.

## Biografi
Roger Moore blev født i Stockwell i London. Han er søn af en politimand og gik i skolen Dr. Challoner's Grammar School i Amersham i Buckinghamshire. Han optrådte første gang på film i 40'erne. Ud over De uheldige helte og James Bond har Roger Moore optrådt som Ivanhoe og den pokerspillende Maverick fra Det Vilde Vesten. Efter optagelserne af James Bond-filmen Octopussy i Indien i 1983 engagerede Moore sig i humanitært arbejde. Hans kollega Audrey Hepburn imponerede ham med sit arbejde for UNICEF, og derfor blev han selv UNICEF-ambassadør i 1991.
Roger Moore har en datter, Deborah Moore, og to sønner med Luisa Mattioli. Sønnen Geoffrey Moore er også skuespiller og ejer en restaurant i London.
Moore optrådte første gang som James Bond i 1973, i filmen Live and Let Die hvor musikken blev skrevet af Paul McCartney. Han spillede den berømte agent 007 i følgende 7 film:
- Live and Let Die (1973)
- The Man with the Golden Gun (1974)
- The Spy Who Loved Me (1977)
- Moonraker (1979)
- For Your Eyes Only (1981)
- Octopussy (1983)
- A View to a Kill (1985).

Roger Moore blev diagnosticeret med prostatakræft i 1993. Men efter en operation blev han raskmeldt. I 1999 blev Moore hædret med ordenen Commander of the British Empire og den 14. juni 2003 med ordenen Knight Commander of the British Empire. På sine ældre dage optrådte han kun sjældent på TV, sidst var i en tv-serie i 2002.